# Голованова, Тамара Сергеевна
Тама́ра Серге́евна Голова́нова (урождённая — Мозале́вская; 11 февраля 1924 — 14 ноября 2010, Москва) — советская и российская танцовщица, художественный руководитель, народная артистка РСФСР. Лауреат Сталинской премии I степени.

## Биография
Тамара Сергеевна Голованова родилась 11 февраля 1924 года. Занималась гимнастикой, откуда в 1943 году пришла в танцевальный ансамбль. Не имея специального хореографического образования, освоила методику моисеевской школы танца и скоро стала исполнять сольные партии.
В 1943—1968 годы была солисткой Государственного ансамбля народного танца под руководством И. Моисеева. Исполняла такие танцы как пародия на рок-н-ролл «Назад к обезьяне», «Физкультурный вальс», играла роль партизанки в хореографической картине «Партизаны». Все партии в её исполнении были яркими, драматически насыщенными, запоминающимися на долгие годы.
В конце 1960-х годов, после окончания выступления в ансамбле Моисеева,  Голованова создала при Московской областной государственной филармонии эстрадный ансамбль танца «Сувенир» (сначала он назывался «ансамбль хореографических миниатюр», и одним из первых его выступлений стало  участие в 1969 году в съемках фильма «Опасные гастроли»), став его художественным руководителем. Ансамбль «Сувенир» был единственным в своем жанре коллективом в СССР в силу  его разноплановости и разножанровости — участники исполняли как балетные (классические), так и современные, и народные танцы. Выступления ансамбля  были очень популярны в 1970-е годы. Часто ансамбль сопровождал выступления известных советских эстрадных ансамблей и певцов.
Умерла 14 ноября 2010 году. Похоронена на кладбище около посёлка Катуар (Некрасовский) Дмитровского района Московской области, рядом с мужем Л. В. Головановым.

### Семья
- Муж — танцовщик Лев Викторович Голованов (1926—2015), хореограф, педагог, народный артист СССР, лауреат Сталинской премии 1 степени.

## Премии и награды
- Сталинская премия первой степени (1952).
- Заслуженная артистка РСФСР (9.08.1958)[3].
- Народная артистка РСФСР (24.08.1987).
- Орден «За заслуги перед Отечеством» IV степени (26 января 1998).

## Фильмография
- 1978 — Младшая сестра (Грузия-фильм, ТВ) — эпизод (нет в титрах)